# Andrea Brewster
Andrea Brewster (Headley Down, 10 de octubre de 1982) es una deportista británica que compitió en vela en la clase Laser Radial.
Ganó una medalla de bronce en el Campeonato Mundial de Laser Radial de 2008. Participó en los Juegos Olímpicos de Río de Janeiro 2016, representando a Irlanda y ocupando el 12.º lugar en la clase 49er FX.

## Palmarés internacional
| \| Representando al Reino Unido \| \| \| \| \| Campeonato Mundial \| \| \| \| \| Año \| Lugar \| Medalla \| Clase \| \| 2008 \| Auckland (Nueva Zelanda) \| Medalla de bronce \| Laser Radial \| |                          |                   |              |
| Representando al Reino Unido |                          |                   |              |
| Campeonato Mundial |                          |                   |              |
| Año | Lugar                    | Medalla           | Clase        |
| 2008 | Auckland (Nueva Zelanda) | Medalla de bronce | Laser Radial |